# Hisorgebergte
Het Hisorgebergte of Hissargebergte is een bergketen in Centraal-Azië, die over een lengte van ongeveer 200 km in oost-westelijke richting door Tadzjikistan en het oosten van Oezbekistan loopt. De hoogste bergtop in het Hisorgebergte is de Hazrat Sulton (4643 m), het hoogste punt van Oezbekistan. De bergketen van het Hisorgebergte loopt parallel aan de hogere Zarafshon in het noorden. Beide bergketens gaan in het oosten over in het Alaigebergte, dat de grens tussen Tadzjikistan en Kirgizië vormt.